# Рейбо, Максим
Максим Рейбо (фр. Jean-François-Maxime Raybaud; 1795 — 1894) — французский офицер и писатель, филэллин и участник Освободительной войны Греции.

## Биография
Не располагаем данными о детстве и молодости Рейбо.
На момент его прибытия в Грецию в 1821 году греческий историк А. Вакалопулос именут его бывшим офицером Наполеона. Сам Рейбо, в начале своих греческих мемуаров опубликованных в 1824 году, ограничивается фразами «поступил на службу в 1813 году», «ушёл из армии по сокращению в декабре 1820 года». Это даёт основание современному британскому историку Вильяму Сент-Клеру рассматривать его участие в Освободительной войне Греции как поиск новой карьеры. Там же, в Мемуарах, Рейбо именует себя лейтенант-полковником (подполковник).
В июле 1821 года после знакомства в Марселе с Александром Маврокордато Рейбо отбыл с ним на бриге судовладельца с острова Идра в восставшую Грецию.
Вместе с ними на корабле было 70 добровольцев из греческой диаспоры, 4 французских и 3 итальянских волонтёров. 2 августа 1821 года корабль встал на якоря в лагуне города Месолонгион.
Рейбо был участником осады и свидетелем взятия Триполицы в октябре 1821 года, находясь первоначально при штабе Дмитрия Ипсиланти. При этом современный английский писатель Дуглас Дакин утверждает что Рейбо к этому времени успел «оказать помощь» греческим повстанцам в Македонии.
В Битве при Пета, где первый регулярный полк (в действительности батальон) греческой армии, состоявший из греков диаспоры и иностранных добровольцев, потерял половину своего состава, Рейбо был при штабе Александра Маврокордатоа.
В июле 1822 года в городе Месолонгион Рейбо возглавлял 25 выживших при Пета филэллинов, произвёдших церемониальный залп в память о своих погибших товарищах.
Рейбо вернулся во Францию, где издал в 1824 году свои греческие мемуары, сопровождаемые топографическими планами («Mémoires sur la Grèce pour servir à l’histoire de la guerre de l’Indépendance, accompagnés de plans topographiques» Париж 1824). Греческие историки считают Рейбо самым достоверным из всех французских мемуаристов и историков первых лет революции. Одновременно в своих мемуарах Рейбо разоблачает вымыслы, иронизирует и осуждает другого французского филэллина, Оливье Вутье, который издал свои «Memoires sur la guerre actuelle des Grecs» (Мемуары о сегодняшней войне греков — Париж, 1823 год) годом раньше.
В сентябре 1825 года Рейбо вернулся в Грецию, возглавляя первый отряд добровольцев посланный французским филэллинским комитетом. После чего Рейбо вернулся во Францию и возглавил один из двух новых отрядов добровольцев, посланных французским филэллинским комитетом в 1826 году.
В ноябре 1826 года, во главе 70 регулярных солдат, Рейбо принял участие в неудачном рейде Иоанна Коллетиса на остров Эвбея.
Согласно современному британскому историку Вильяму Сент-Клеру, ирония и вражда Рейбо по отношению к Вутье, который также вернулся в Грецию в 1826 году, привели к дуэли между двумя французами. И Вутье и Рейбо получили на дуэли ранения, Рейбо более серьёзное.
Рейбо уехал во Францию и вернулся в Грецию вновь в 1828 году, с целью издать газету. При поддержке Иоанна Каподистрии, основал в городе Патры типографию, где издавал франкоязычную газету «Вестник Востока» (Вестник Востока - Патры. Газета издавалась до 1829 года.
Впоследствии Рейбо упоминается как директор факультета исследований при французском национальном военном училище и рыцарем Ордена Почётного легиона.